# Stanisław Staszic

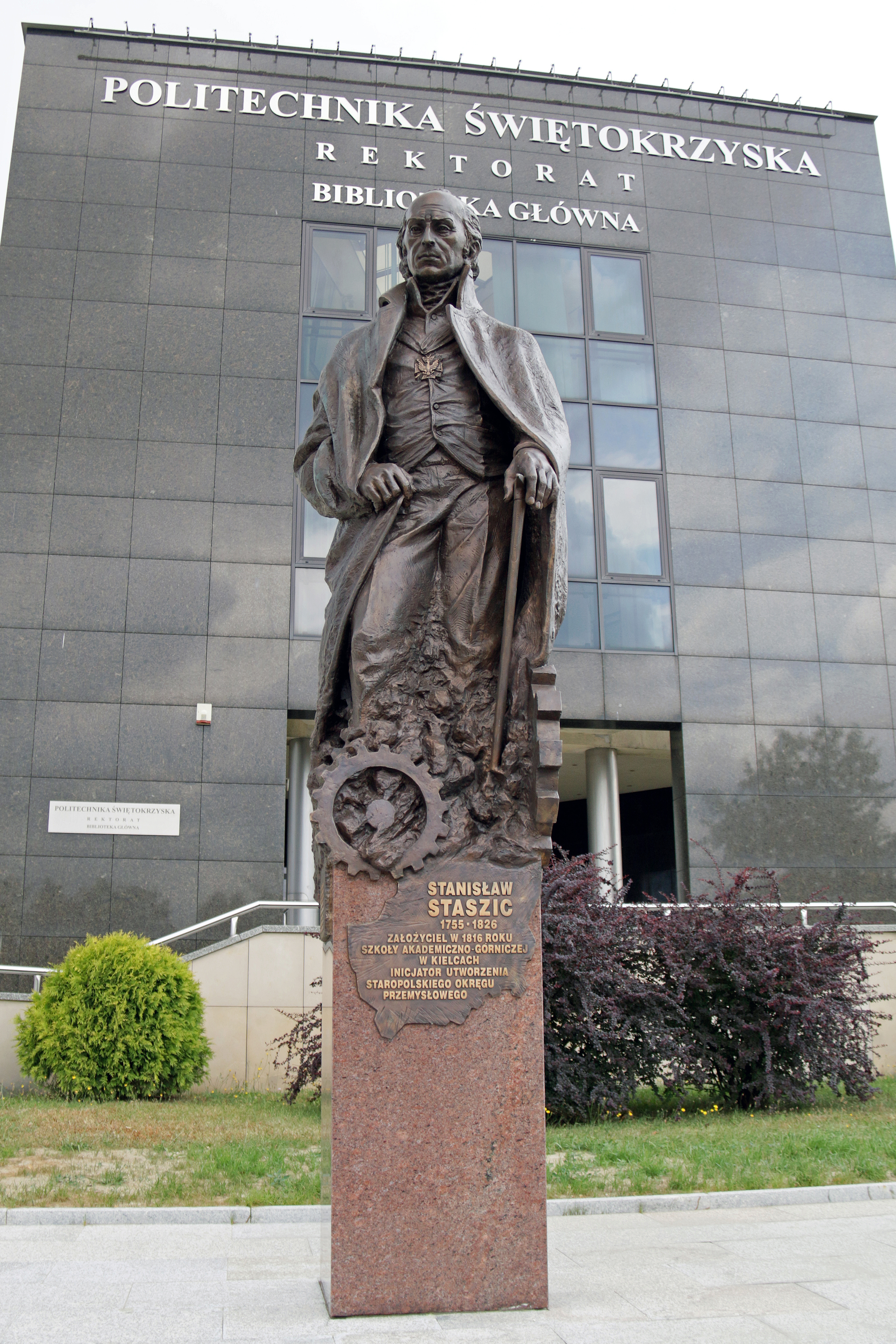
Pomník před Politechnika Swietokrzyski v Kielcích

Stanisław Wawrzyniec Staszic (Stasic, Staszyc, Stazis; před 6. listopadem 1755, Piła – 20. leden 1826, Varšava) byl polský osvícenský aktivista, průkopník družstevního hnutí, politik, spisovatel a novinář, filozof a překladatel, svobodný zednář, přírodovědec, geograf a geolog, katolický kněz, člen Rady pro vzdělávání (Izby edukacyjnej Księstwa Warszawskiegovo) ve Varšavě v roce 1808, státní tajemník Varšavského vévodství v roce 1809, rádce Varšavského vévodství v roce 1810, náměstek ministra školství Polského království v letech 1818–1824, ministr Polského království v roce 1824.

## Životopis
Narodil se v měšťanské rodině (otec Wawrzyniec a dědeček byli starosty Pily, matka Katarzyna z Mędlicki). Po absolvování kněžského semináře v Poznani (1778–1779) byl vysvěcen a v roce 1779 se stal knězem. O rok dříve (9. července 1778) se stal kancléřem Szamotuły Collegiate. Dne 2. prosince 1796 z tohoto postu odstoupil. V roce 1779 studoval v Lipsku a Göttingenu, ve studiích pokračoval v Paříži na Collège de France, které ukončil v roce 1781. Během tohoto období navštívil Alpy a Apeniny.
Po návratu do Polska (1781) získal místo učitele synů bývalého kancléře hraběte Andrzeje Zamoyského. O rok později (1782) mu byl udělen doktorát práv na Zamoyského akademii, také na katedře francouzského jazyka. S rodinou Zamoyských navštívil Vídeň a Itálii. Podle kroniky farnosti Svaté Kateřiny v Czernięcine v letech 1788–1791 byl farářem v Turobine a rektorem v Czernięcine.
Po smrti Andrzeje Zamoyského (10. února 1792) se stal finančním poradcem vdovy. Začátkem března 1793 se na krátký čas objevil ve Varšavě. V roce 1797, po smrti Konstancie Zamoyské, její syn (Alexander) podal na něj žalobu za padělání dluhopisů (spor skončil dohodou se Stanisławem Zamojským a odvoláním žaloby). Začal se věnovat vědecké činnosti, cestoval po zemi (1798–1799) a vykonával geologický a geografický průzkum.
V roce 1801 koupil dům pro nově zřízenou Společnost přátel vědy. V roce 1804 znovu odcestoval do zahraničí. Navštívil Vratislav, Drážďany a Paříž. Po návratu v roce 1805 na konci léta zorganizoval geologickou výpravu do Vysokých Tater. Během pobytu v horách vystoupil na Kriváň a Lomnický štít (21. srpna 1805). Lomnický štít nazval Krapakom. Pravděpodobně byla to špatná transkripce Karpat. Byl prvním ověřeným návštěvníkem Černé doliny. Zastával mnohé politické a hospodářské státní funkce. V roce 1812 se stal členem Generální konfederace Polského království. Byl jedním z předních reformátorů a učenců polského osvícenství. Filozof, hlásající monismus . Usiloval o nápravu špatného stavu rolníků.
V roce 1812 na statku Jarosławiec (blízko města Uchań) založil Rolnicku spoločnost Hrubieszowskie, která byla předchůdcem družstevního hnutí v Polsku. Přikláněl se k panslavismu (zejména po roce 1815). V letech 1807–1812 byl členem Komory pro vzdělávání, od roku 1815 Komise pro náboženské vyznání a veřejné vzdělávání, členem státní rady Polského království. Spoluorganizátor Varšavské univerzity (1816) a Báňské akademie (Akademia Górnicza) v Kielcích. Z jeho iniciativy byly vytvořeny mnohé průmyslové a hutní továrny, první v Polském království.